# Coniopteryx (Coniopteryx) ambigua
Coniopteryx (Coniopteryx) ambigua is een insect uit de familie van de dwerggaasvliegen (Coniopterygidae), die tot de orde netvleugeligen (Neuroptera) behoort. 
Coniopteryx (Coniopteryx) ambigua is voor het eerst wetenschappelijk beschreven door Withycombe in 1925.